# Nemophora albiantennella
Nemophora albiantennella (лат.) — вид длинноусых молей рода Nemophora (Adelidae). Восточная (Корея, Россия, Япония) и Юго-Восточная Азия (Китай).

## Описание
Вид Nemophora albiantennella очень похож на N. insulariella, но отличается желто-коричневыми волосками на темени (темно-коричневые или черные у N. insulariella), медным цветом передних крыльев (медно-зеленый или бронзовый оттенок у N. insulariella), очень длинной стреловидной головкой гениталий около 3/4 × длины юксты (1/2 × у N. insulariella) и густыми микротрихиями на дорсальной доле на вершине эдеагуса (гладкие у N. insulariella). Губной щупик 3-сегментный, короткий или средней длины, с густыми приподнятыми волосками. Максиллярный щупик рудиментарный. Голени передних ног имеют апикальные эпифизы; задние голени покрыты густыми волосками.
Биологию, брачный лёт и питание взрослых особей этого вида описали Hirowatari & Yamanaka (1996), а в качестве растения-хозяина (для яйцекладки) указали Злаки (Мятлик обыкновенный и Плевел многоцветковый). В качестве цветочных предпочтений имаго отмечены Горчица сарептская (Brassicaceae), Potentilla sundaica (Rosaceae) и Ranunculus japonicus (Ranunculaceae). Однако активный полет самцов N. albiantennella не был расценен как роение, поскольку они не мешали друг другу. Однако, по наблюдениям на горе Тяньпиншань (Mt. Tianpingshan), над куртиной злаковых трав (Poaceae) летает более 80 взрослых самцов этого вида, что, по-видимому, является роением, а некоторые самки отдыхают на травах в условиях низкой освещенности во второй половине дня. Брачное поведение этого вида отличается в разных региональных популяциях.